# Lijst van voetbalinterlands Filipijnen - Japan
Deze lijst van voetbalinterlands is een overzicht van alle officiële voetbalinterlands tussen de nationale teams van de Filipijnen en Japan. De landen hebben tot nu toe dertien keer tegen elkaar gespeeld. De eerste ontmoeting was een wedstrijd tijdens de Verre Oosten Spelen 1917, op 7 mei 1917 in Tokio. Het laatste duel, een groepswedstrijd tijdens de Aziatische Spelen 1974, werd gespeeld in Teheran (Iran) op 3 september 1974.

## Wedstrijden
| №  | Plaats       | Datum            | Competitie                 | Wedstrijd          | Uitslag |
| -- | ------------ | ---------------- | -------------------------- | ------------------ | ------- |
| 1  | Tokio        | 7 mei 1917       | Verre Oosten Spelen 1917   | Japan − Filipijnen | 2 − 15  |
| 2  | Shanghai     | 1 juni 1921      | Verre Oosten Spelen 1921   | Filipijnen − Japan | 3 − 0   |
| 3  | Osaka        | 23 mei 1923      | Verre Oosten Spelen 1923   | Japan − Filipijnen | 1 − 2   |
| 4  | Manilla      | 20 mei 1925      | Verre Oosten Spelen 1925   | Filipijnen − Japan | 4 − 0   |
| 5  | Shanghai     | 29 augustus 1927 | Verre Oosten Spelen 1927   | Filipijnen − Japan | 1 − 2   |
| 6  | Tokio        | 25 mei 1930      | Verre Oosten Spelen 1930   | Japan − Filipijnen | 7 − 2   |
| 7  | Manilla      | 15 mei 1934      | Verre Oosten Spelen 1934   | Filipijnen − Japan | 3 − 4   |
| 8  | Kobe         | 16 juni 1940     | Vriendschappelijk          | Japan − Filipijnen | 1 − 0   |
| 9  | Tokio        | 26 mei 1958      | Aziatische Spelen 1958     | Japan − Filipijnen | 0 − 1   |
| 10 | Taipei       | 3 augustus 1967  | Azië Cup 1968 kwalificatie | Japan − Filipijnen | 2 − 0   |
| 11 | Kuala Lumpur | 18 juli 1972     | Vriendschappelijk          | Filipijnen − Japan | 1 − 5   |
| 12 | Singapore    | 3 augustus 1972  | Vriendschappelijk          | Japan − Filipijnen | 4 − 1   |
| 13 | Teheran      | 3 september 1974 | Aziatische Spelen 1974     | Japan − Filipijnen | 4 − 0   |

## Samenvatting
| Competitie            | Totaal gespeeld | Winst Filipijnen | Gelijk | Winst Japan | Doelsaldo Filipijnen – Japan |
| --------------------- | --------------- | ---------------- | ------ | ----------- | ---------------------------- |
| Azië Cup-kwalificatie | 1               | 0                | 0      | 1           | 0 − 2                        |
| Aziatische Spelen     | 2               | 1                | 0      | 1           | 1 − 4                        |
| Verre Oosten Spelen   | 7               | 4                | 0      | 3           | 30 − 15                      |
| Vriendschappelijk     | 3               | 0                | 0      | 3           | 2 − 10                       |
| Totaal                | 13              | 5                | 0      | 8           | 33 − 31                      |

PFF · 
A-internationals · 
Filipijns vrouwenelftal
Afghanistan ·
Australië ·
Azerbeidzjan ·
Bahrein ·
Bangladesh ·
Bhutan ·
Brunei ·
Cambodja ·
China ·
Estland ·
Fiji ·
Guam ·
Hongkong ·
India ·
Indonesië ·
Irak ·
Iran ·
Israël ·
Japan ·
Jemen ·
Jordanië ·
Kirgizië ·
Koeweit ·
Laos ·
Libanon ·
Macau ·
Malediven ·
Maleisië ·
Mongolië ·
Myanmar ·
Nepal ·
Noord-Korea ·
Oezbekistan ·
Oman ·
Oost-Timor ·
Pakistan ·
Palestina ·
Papoea-Nieuw-Guinea ·
Qatar ·
Singapore ·
Sri Lanka ·
Syrië ·
Tadzjikistan ·
Taiwan ·
Thailand ·
Turkmenistan ·
Verenigde Arabische Emiraten ·
Vietnam ·
Zuid-Korea ·
Zuid-Vietnam
JFA · A-Internationals · Selecties · Bondscoaches · Statistieken · Olympisch elftal · Japans vrouwenelftal · Japan U21 · Japan U20 · Japan U19 · Japan U18 · Japan U17
1910 – 1949 · 
1950 – 1959 · 
1960 – 1969 · 
1970 – 1979 · 
1980 – 1989 · 
1990 – 1999 · 
2000 – 2009 · 
2010 – 2019 · 
2020 – 2029
CC 1995 · 
CC 2001 · 
CC 2003 · 
CC 2005
WK 1998 · 
WK 2002 · 
WK 2006 · 
WK 2010 · 
WK 2014 · 
WK 2018
OS 1936 · 
OS 1956 ·
OS 1964 · 
OS 1968 · 
OS 1996 ·
OS 2000 ·
OS 2004 ·
OS 2008 ·
OS 2012 ·
OS 2016 ·
OS 2020
1917 · 
1918 · 1919 · 
1921 · 
1922 · 
1923 · 
1924 · 
1925 · 
1926 · 
1927 · 
1928 · 1929 · 
1930 · 
1931 · 1932 · 1933 · 
1934 · 
1935 · 
1936 · 
1937 · 1938 · 
1939 · 
1940 · 
1941 · 
1942 · 
1943 – 1950 · 
1951 · 
1952 · 1953 · 
1954 · 
1955 · 
1956 · 
1957 · 
1958 · 
1959 · 
1960 · 
1961 · 
1962 · 
1963 · 
1964 · 
1965 · 
1966 · 
1967 · 
1968 · 
1969 · 
1970 · 
1971 · 
1972 · 
1973 · 
1974 · 
1975 · 
1976 · 
1977 · 
1978 · 
1979 · 
1980 · 
1981 · 
1982 · 
1983 · 
1984 · 
1985 · 
1986 · 
1987 · 
1988 · 
1989 · 
1990 · 
1991 · 
1992 · 
1993 · 
1994 · 
1995 · 
1996 · 
1997 · 
1998 · 
1999 · 
2000 · 
2001 · 
2002 · 
2003 · 
2004 · 
2005 · 
2006 · 
2007 · 
2008 · 
2009 · 
2010 · 
2011 · 
2012 · 
2013 · 
2014 · 
2015 ·
2016 ·
2017 ·
2018 ·
2019 ·
2020 ·
2021 ·
2022
Afghanistan ·
Angola ·
Argentinië ·
Australië ·
Azerbeidzjan · 
Bahrein ·
Bangladesh ·
België ·
Bolivia ·
Bosnië en Herzegovina ·
Brazilië ·
Brunei ·
Bulgarije ·
Cambodja ·
Canada ·
Chili ·
China ·
Colombia ·
Costa Rica ·
Cyprus ·
Denemarken ·
Duitsland ·
Ecuador ·
Egypte ·
El Salvador ·
Engeland ·
Filipijnen ·
Finland ·
Frankrijk ·
Ghana ·
Griekenland ·
Guatemala ·
Haïti ·
Honduras ·
Hongarije ·
Hongkong ·
IJsland ·
India ·
Indonesië ·
Irak ·
Iran ·
Israël ·
Italië ·
Ivoorkust ·
Jamaica ·
Jemen ·
Joegoslavië ·
Jordanië ·
Kameroen ·
Kazachstan ·
Kirgizië ·
Koeweit ·
Kroatië ·
Letland ·
Luxemburg ·
Macau ·
Maleisië ·
Mali ·
Malta ·
Mexico ·
Mongolië ·
Montenegro ·
Myanmar ·
Nederland ·
Nepal ·
Nieuw-Zeeland ·
Nigeria ·
Noord-Korea ·
Noorwegen ·
Oekraïne ·
Oezbekistan ·
Oman ·
Oostenrijk ·
Pakistan ·
Palestina ·
Panama ·
Paraguay ·
Peru ·
Polen ·
Qatar ·
Roemenië ·
Rusland ·
Saoedi-Arabië ·
Schotland ·
Senegal ·
Servië ·
Servië en Montenegro ·
Singapore ·
Slowakije ·
Sovjet-Unie ·
Spanje ·
Sri Lanka ·
Syrië ·
Tadzjikistan ·
Taiwan ·
Thailand ·
Togo ·
Trinidad en Tobago ·
Tsjechië ·
Tunesië ·
Turkije ·
Turkmenistan ·
Uruguay ·
Venezuela ·
Verenigde Arabische Emiraten ·
Verenigde Staten ·
Vietnam ·
Wales ·
Wit-Rusland ·
Zambia ·
Zuid-Afrika ·
Zuid-Jemen ·
Zuid-Korea ·
Zuid-Vietnam ·
Zweden ·
Zwitserland
Australië (2006) · 
Brazilië (2006) · 
België (2018) · 
Colombia (2014) · 
Colombia (2018) ·
Denemarken (2010) ·
Duitsland (2022) · 
Frankrijk (2001) · 
Griekenland (2014) · 
Ivoorkust (2014) · 
Kameroen (2010) · 
Kroatië (2006) · 
Nederland (2010) ·
Polen (2018) ·
Senegal (2018) ·
Spanje (2022)